# Dielsiocharis kotschyi
Dielsiocharis kotschyi là một loài thực vật có hoa trong họ Cải. Loài này được (Boiss.) O.E.Schulz mô tả khoa học đầu tiên năm 1924.